# Pandémie de Covid-19 en Arabie saoudite
La pandémie de Covid-19 en Arabie saoudite démarre officiellement le 2 mars 2020. À la date du 26 octobre 2022, le bilan est de 9 400 morts.

## Déroulement
En Arabie saoudite, le premier cas est recensé le 2 mars 2020 : il s'agit d'un homme revenant d'Iran après avoir fait escale à Bahreïn.
Au mois de février 2020, l'Arabie Saoudite ferme ses frontières aux étrangers détenteurs d'un visa de tourisme venant de pays où sévissait alors la Covid-19. Elle empêche également temporairement tous les pèlerinages à La Mecque. L'autre ville sainte, Médine, est fermée. Le but de ces mesures est de préserver le royaume de l'entrée du virus.
Fin mars 2020, le pays met en place un confinement.
Le 26 avril, ce confinement est assoupli puisqu'en dehors de La Mecque, le couvre-feu n'est plus permanent. Cette date marque également la réouverture de certaines activités commerciales (commerce de détail, centres commerciaux, grossistes). Un contrat est aussi passé avec le Beijing Genomics Institute (BGI) pour assurer 9 millions de dépistages menés par 500 envoyés chinois. Cet accord représentant une somme de 244 millions d'euros (265 millions de dollars) prévoit également l'installation de six laboratoires sur le sol saoudien dont un mobile ayant une capacité de 10 000 tests par jour.
À partir d'avril, l'Arabie Saoudite investit dans des entreprises en difficulté financière (souvent à cause de la crise causée par la pandémie): le club de foot de Newcastle, Walt Disney, Facebook, la compagnie pétrolière britannique BP, le groupe pharmaceutique américain Pfizer, la chaine hôtelière américaine Marriott, le promoteur de concert californien Live Nation, l'opérateur de croisière américain Carnival, ou encore les groupes pétroliers Shell, Total, Equinor et Eni.
La pandémie de coronavirus a généré en Arabie Saoudite un sentiment anti-immigré qui s'est notamment fait remarquer par la reconversion d'employés étrangers en distributeurs de désinfectant.[pas clair]
Les programmes gouvernementaux visant à soutenir financièrement le secteur privé excluent en grande partie les travailleurs étrangers qui représentent pourtant une grande part de l’économie saoudienne. La subvention des salaires dans le secteur privé est réservée aux seuls nationaux et les réductions forcées de salaires se généralisent, atteignant dans certains cas 80 % du salaire brut. 

## Statistiques

Nombre de cas déclarés (bleu) et décès (rouge) en échelle logarithmique. Les différences quotidiennes sont indiquées en pointillés.